# Armorial du Royaume-Uni et de ses dépendances
Cette page présente les armoiries du Royaume-Uni, de ses territoires britanniques et des dépendances de la Couronne.

## Armoiries royales

### Angleterre, pays de Galles et Irlande du Nord
| Armoiries | Blasonnement et remarques |
| --------- | --- |
|           | Ces armoiries représentent le roi lui-même. Elles sont utilisées en Angleterre, au pays de Galles et en Irlande. Écartelé : au 1 et 4, de gueules, à trois léopards d'or (qui est Angleterre), au 2, d'or, au lion de gueules, au double trescheur fleuronné et contre-fleuronné du même (qui est Écosse), au 3, d'azur, à la harpe d'or, cordée d'argent (qui est Irlande). |
|           | Le gouvernement britannique utilise une version allégée des armoiries, sans la terrasse et le haume. Écartelé : au 1 et 4, de gueules, à trois léopards d'or (qui est Angleterre), au 2, d'or, au lion de gueules, au double trescheur fleuronné et contre-fleuronné du même (qui est Écosse), au 3, d'azur, à la harpe d'or, cordée d'argent (qui est Irlande).             |

### Écosse
| Armoiries | Blasonnement et remarques |
| --------- | --- |
|           | Ces armoiries représentent le roi lui-même. Cette version, utilisée en Écosse, donne préséance aux éléments écossais. Écartelé : au 1 et 4, de gueules, d'or, au lion de gueules, au double trescheur fleuronné et contre-fleuronné du même (qui est Écosse), au 2, à trois léopards d'or (qui est Angleterre) au 3, d'azur, à la harpe d'or, cordée d'argent (qui est Irlande).                               |
|           | Version allégée des armoiries, sans la terrasse et le heaume, utilisée par le bureau pour l'Écosse et, jusqu'en 2007, par le gouvernement écossais. Écartelé : au 1 et 4, de gueules, d'or, au lion de gueules, au double trescheur fleuronné et contre-fleuronné du même (qui est Écosse), au 2, à trois léopards d'or (qui est Angleterre) au 3, d'azur, à la harpe d'or, cordée d'argent (qui est Irlande). |

## Nations
| Armoiries | Blasonnement et remarques |
| --------- | --- |
|           | Armoiries historiques de l'Angleterre. De gueules aux trois léopards d'or, armés et lampassés d'azur,. |
|           | Armoiries historiques de l'Écosse. D'or, au lion de gueules, armé et lampassé d'azur, dans un double trescheur fleuronné et contre-fleuronné du second.                                                                                |
|           | Badge royal du pays de Galles créé en 2008 pour l'Assemblée nationale du pays de Galles et le gouvernement gallois. Écartelé d’or et de gueules, à quatre lions de l’un à l'autre armés et lampassés d’azur. Ancienne version (1953) : |
|           | L'Irlande du Nord ne dispose plus d'armoiries depuis l'abolition du gouvernement d'Irlande du Nord en 1972. Armoiries du gouvernement d'Irlande du Nord (1924-1972), tombées en désuétude :                                            |

## Territoires d'outre-mer
Les territoires d'outre-mer sont d'anciens territoires de l'Empire britannique qui n'ont pas accédé à l'indépendance.
| Armoiries | Blasonnement et remarques |
| --------- | --- |
|           | Armoiries d'Anguilla. |
|           | Akrotiri et Dhekelia ne disposent pas de leurs propres armoiries : ce sont les armes royales qui sont utilisées.                                            |
|           | Armoiries des Bermudes. |
|           | Armoiries des îles Caïmans. |
|           | Armoiries des îles Malouines. |
|           | Armoiries de la Géorgie du Sud-et-les Îles Sandwich du Sud.                                                                                                 |
|           | Armoiries de Gibraltar. Armoiries du gouvernement de Gibraltar :                                                                                            |
|           | Armoiries des îles Pitcairn. |
|           | Armoiries des îles Vierges britanniques. |
|           | Armoiries de Montserrat. |
|           | Sainte-Hélène, Ascension et Tristan da Cunha forment un seul territoire mais n'ont pas d'armoiries communes : Saint-Hélène : Ascension : Tristan da Cunha : |
|           | Armoiries du territoire britannique antarctique. |
|           | Armoiries du Territoire britannique de l'océan Indien. |
|           | Armoiries des îles Turques-et-Caïques. |

## Dépendances de la Couronne
Les dépendances de la Couronne sont des territoires appartenant à Couronne britannique mais qui ne font pas partie du Royaume-Uni.
| Armoiries | Blasonnement et remarques  |
| --------- | -------------------------- |
|           | Armoiries de Guernesey.    |
|           | Armoiries de l'île de Man. |
|           | Armoiries de Jersey.       |